# Темпьо-Дзінґо (ненґо)
Темпьо-Дзінґо (яп. 天平神護 — тенпьо дзінґо, «мир у Піднебесній — божа охорона») — ненґо, девіз правління імператора Японії з 765 по 767 роки.

## Порівняльна таблиця
| Роки Темпьо-Дзінґо      | 1    | 2    | 3    |
| Григоріанський календар | 765  | 766  | 767  |
| Китайський календар     | 乙巳 | 丙午 | 丁未 |